# Air Atlanta Icelandic
Air Atlanta Icelandic es una aerolínea de carga y vuelos chárter con base en Kópavogur, un suburbio de la zona metropolitana de Reikiavik, Islandia. Su aeropuerto principal es el de Keflavík, aunque también usa con frecuencia el de Reikiavik, ambos en las cercanías de la capital.

## Historia
Air Atlanta Icelandic fue establecida el 10 de febrero de 1986 por el capitán Arngrimur Johannsson y su mujer, Thora Gudmundsdottir.
En el año 1994 Air Atlanta Icelandic obtuvo los permisos requeridos para poder operar en otros países incluyendo los Estados Unidos, desde donde ellos tenían vuelos a Colombia y las islas Filipinas donde fueron permitidos los vuelos chárter. En 2003 la compañía islandesa se expandió por el Reino Unido con la creación del grupo Air Atlanta Europe, que operan aviones de fabricación estadounidense Boeing 747.
En la actualidad la aerolínea está ampliando sus rutas por el continente europeo, incluyendo destinos a Portugal.
Para la gira The Book of Souls Tour 2016, la banda británica Iron Maiden alquiló y pintó uno de los Boeing 747-400 de Air Atlanta Icelandic, que fue pilotado por el propio vocalista Bruce Dickinson.
El "Ed Force One", avión que transportaba a la banda Iron Maiden a Santiago de Chile para cumplir con el tour The Book of Souls World Tour y que sufrió un accidente el 12 de marzo de 2016 y volvería a estar en servicio el 23 de marzo de 2016.
El accidente se produjo cuando una barra del remolcador se cortó en el momento en que estaba trasladando a la aeronave dentro del aeropuerto de Santiago. Tras la rotura, el vehículo colisionó contra el aparato, dañando dos de los cuatro motores.
En 2021, Air Atlanta Icelandic reabrió su filial Air Atlanta Europe para operar una flota de Boeing 777 de pasajeros.
En 2025, Air Atlanta Icelandic incorporará su primer Boeing 777-200ER.

## Flota

### Flota actual
La flota de Air Atlanta Icelandic se compone de las siguientes aeronaves en febrero de 2025:
| Aeronaves        | En servicio | Pedidos | Configuración | Matrículas | Antigüedad |
| ---------------- | ----------- | ------- | ------------- | ---------- | ---------- |
| Boeing 747-400F  | 8           |         | Carga         | TF-AKD     | 24,6 años  |
| Boeing 747-400F  | 8           | TF-AKE  | Carga         | 33,7 años  |            |
| Boeing 747-400F  | 8           | TF-AKG  | Carga         | 21,2 años  |            |
| Boeing 747-400F  | 8           | TF-AMJ  | Carga         | 34,1 años  |            |
| Boeing 747-400F  | 8           | TF-AMN  | Carga         | 31,9 años  |            |
| Boeing 747-400F  | 8           | TF-AMP  | Carga         | 34,6 años  |            |
| Boeing 747-400F  | 8           | TF-AMU  | Carga         | 24,2 años  |            |
| Boeing 747-400F  | 8           | TF-AKE  | Carga         | 25,9 años  |            |
| Boeing 747-400F  | 8           | Total   | Carga         | 8          |            |
| Boeing 777-200ER | 1           |         | Pasajeros     | TF-TFM     | 26,8 años  |
| Boeing 777-200ER | 1           | Total   | Pasajeros     | 1          |            |

## Destinos
- Teherán (Irán)
- Jeddah (Arabia Saudí)
- Daca (Bangladés)
- Ámsterdam (Países Bajos)
- Oslo (Noruega)

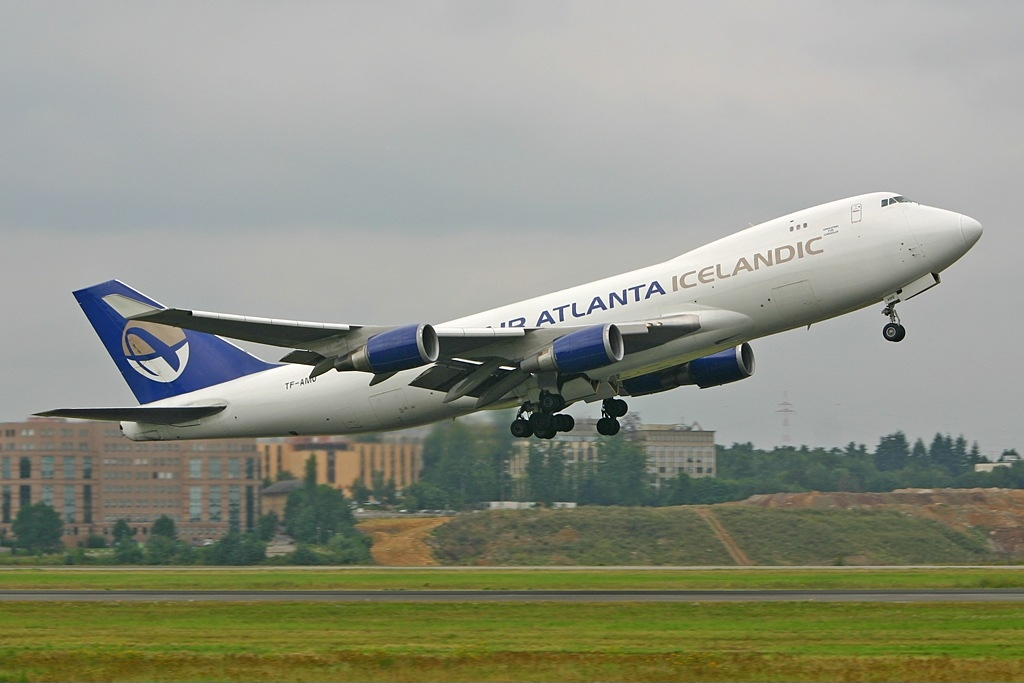
Boeing 747 de Atlanta Icelandic en Luxemburgo.

- Miami y Nueva York JFK (Estados Unidos)